# Waterschorpioen
De waterschorpioen (Nepa cinerea) is een insect uit de onderorde wantsen (Hemiptera) en de familie waterschorpioenen (Nepidae). Vroeger werd voor deze soort ook wel de wetenschappelijke naam Nepa rubra gebruikt maar deze wordt beschouwd als verouderd.
De waterschorpioen lijkt op het eerste gezicht sprekend op een dor blad; het lichaam is plat en de lichaamsvorm is van de bovenzijde gezien ovaal. Bij nadere beschouwing valt direct de lange, angel-achtige en gefuseerde aanhangsels van de achterzijde op en de twee grijporganen aan de voorzijde bij de kop. Dit doet enigszins denken aan een schorpioen die echter niet tot de insecten behoort. Met de uit de voorpoten gevormde grijporganen worden kleine diertjes gevangen waar de waterschorpioen van leeft. De lange 'angel' is in werkelijkheid een niet-intrekbare adembuis die boven water wordt gestoken voor de ademhaling.
Ondanks het vervaarlijke uiterlijk is de waterschorpioen een onschuldig diertje dat men rustig over de hand kan laten lopen. Als het dier echter wordt vastgepakt kan het met de steeksnuit door de huid heen prikken en de beet kan zeer pijnlijk zijn.
De waterschorpioen is verkozen tot insect van het jaar 2022.

## Naam en taxonomie

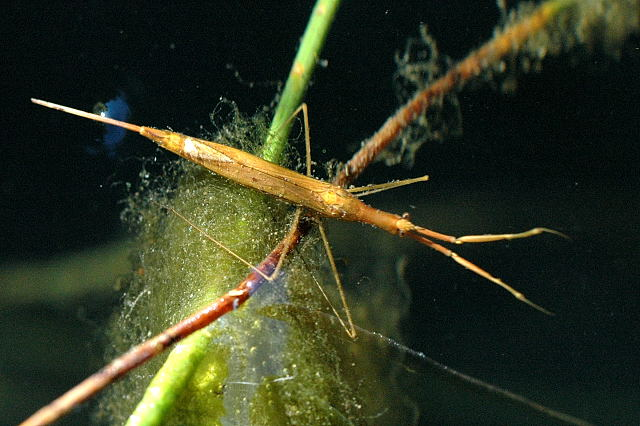
De waterschorpioen is sterk verwant aan de staafwants.

De wetenschappelijke naam van de groep werd voor het eerst voorgesteld door Carl Linnaeus in 1758 als Scorpio aquatica. De soort werd later tot het geslacht Nepa gerekend. Een verouderde wetenschappelijke naam is Nepa rubra, die echter in 1985 door het Bulletin of Zoological Nomenclature tot synoniem werd verklaard. Zowel de soorten cinerea als rubra worden genoemd in het beroemde Systema naturae van Linnaeus maar bleken twee beschrijvingen van dezelfde soort te zijn en omdat de naam cinerea ouder is geldt deze als valide.

De Nederlandstalige naam slaat op het uiterlijk van het insect in combinatie met de waterbewonende levenswijze. O in veel andere talen wordt een dergelijke naam gebruikt, zoals het Duitse 'wasserskorpion', het Engelse 'water scorpion' en het Spaanse 'escorpión de agua'. De wetenschappelijke geslachtsnaam Nepa komt uit het Latijn, deze naam werd gebruikt voor dieren zoals schorpioenen en krabben. De soortaanduiding cinerea betekent vrij vertaald askleurig en slaat op de grauwe lichaamskleur.
De waterschorpioen behoort tot de familie van waterschorpioenen (Nepidae), een familie van in het water levende wantsen. In het westen van Europa komen slechts twee soorten algemeen voor; de waterschorpioen en de staafwants (Ranatra linearis). Deze laatste soort lijkt uiterlijk op een wandelende tak maar heeft wel de tot grijporganen omgebouwde voorpoten bij de kop en de scherpe steeksnuit gemeen. Staafwantsen houden hun poten in een meer verticale positie. Waterschorpioenen lijken uiterlijk sterk op de reuzenwaterwantsen (Belostomatidae), een familie van wantsen die met een lichaamslengte tot 11 centimeter erg groot kunnen worden. Deze wantsen hebben een gelijkende lichaamsbouw inclusief de grijppoten bij de kop. De adembuis is echter veel korter en de poten zijn sterk afgeplat en voorzien van zwemharen. In tegenstelling tot waterschorpioenen zijn de reuzenwaterwantsen goede zwemmers die ook uitstekend kunnen vliegen.

## Uiterlijke kenmerken

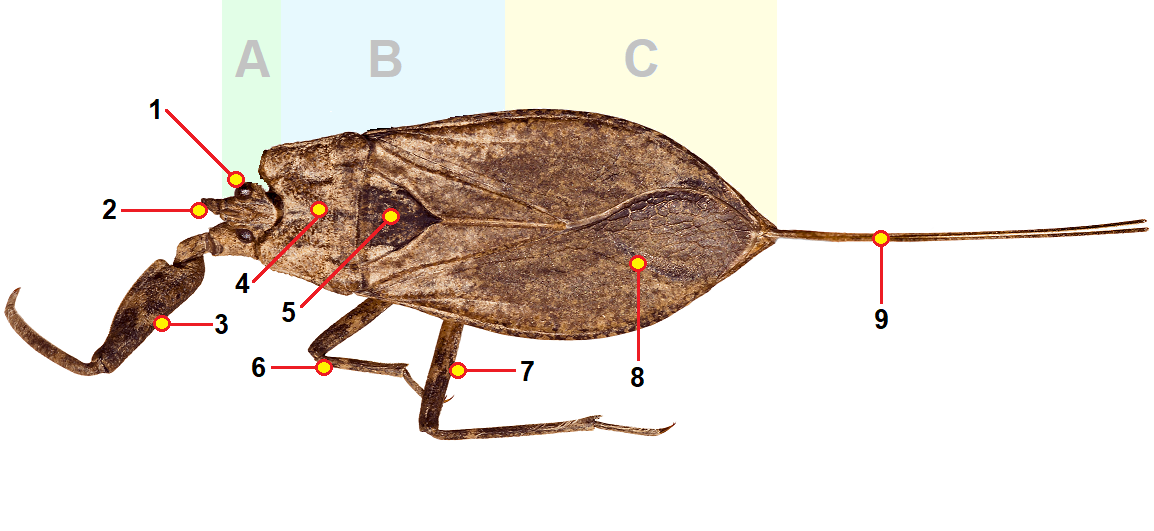
Lichaamsdelen van de waterschorpioen. De rechterpoten zijn op de afbeelding weggelaten.

De lichaamslengte van de volwassen waterschorpioen is 17 tot 22 millimeter exclusief de lange adembuis. De adembuis is iets korter dan het lichaam. De lichaamskleur van de volwassen dieren is bruin tot bruingrijs, de onderzijde van het borststuk en het achterlijf is lichtbruin tot geelbruin van kleur en lichter gekleurd als de bovenkant van de wants. De juvenielen of nimfen zijn lichter gekleurd; zij hebben echter een lichaamsbeharing waartussen deeltjes van het substraat blijven hangen zodat ze goed gecamoufleerd zijn. De schijnbare lichaamskleur van de nimfen is daardoor afhankelijk van de bodem waarop ze leven.
Het lichaam van de waterschorpioen is net zoals alle insecten verdeeld in een kop (A), een borststuk of thorax (B) en een achterlijf of abdomen (C). Deze lichaamsdelen zijn van vanaf de bovenzijde echter niet goed zichtbaar aangezien de voorvleugels aan de bovenzijde een deel van het achterlijf bedekken.

### Kop
De kop van de waterschorpioen is relatief klein, aan weerszijden van de kop zijn de ronde en kraalachtige ogen (1) gelegen. De kop valt verder op door de duidelijke punt aan de voorzijde, dit zijn de monddelen die omgevormd zijn tot een zuigbuis of rostrum (2). De zuigbuis wordt in een prooi wordt gestoken waarna deze wordt leeggezogen. De antennes van de waterschorpioen zijn sterk gedegenereerd en zeer klein, ze zijn nauwelijks zichtbaar. Dit komt ook voor bij vrijwel alle andere waterwantsen omdat de antennes onder water geen echte functie meer hebben en alleen maar in de weg zouden zitten..

### Borststuk
De kop is duidelijk afgesnoerd van het halsschild of pronotum (4), dit is het schild op het borststuk dat direct achter de kop ligt. De achterrand van het halsschild is bijna recht. Aan de bovenzijde van het borststuk zijn twee paar vleugels aanwezig. De bovenste, zichtbare vleugels hebben dezelfde kleur als het lichaam en worden de voorvleugels genoemd. Bij vrijwel alle wantsen zijn de voorvleugels gedeeltelijk of geheel verhard en worden wel tegmina genoemd. Doordat de voorvleugels schuin over het midden lopen wordt een driehoek gevormd, met in het midden een donkere driehoekige plaat, het scutellum of schildje. De randen van de voorvleugels zijn donker gekleurd en doen denken aan bladnerven wat de gelijkenis met een dood blad versterkt. De achtervleugels van de waterschorpioen bestaan uit dunne vleugels die een oranjerood netwerk van vleugeladeren hebben die correspondeert met de kleur van de bovenzijde van het achterlijf. De achtervleugels zijn verder donker gekleurd, zeijn dun en vliezig in vergelijking met de voorvleugels en daardoor erg kwetsbaar.
Waterschorpioenen kunnen vliegen maar doen dit hoogst zelden, bijvoorbeeld als het water waarin ze leven uitdroogt. Hoewel de waterschorpioen altijd macropteer is, de vleugels zelf zijn goed ontwikkeld, hebben veel exemplaren onderontwikkelde vliegspieren waardoor ze in het geheel niet meer kunnen vliegen.
De bovenzijde van het achterlijf wordt door de vleugels volledig aan het oog onttrokken, maar als deze worden verwijderd wordt de opvallende oranjerode tot scharlakenrode kleur zichtbaar. Deze dient als schrikkleur; als de vleugels worden geopend komt de rode kleur plotseling tevoorschijn wat vijanden afschrikt.

#### Poten

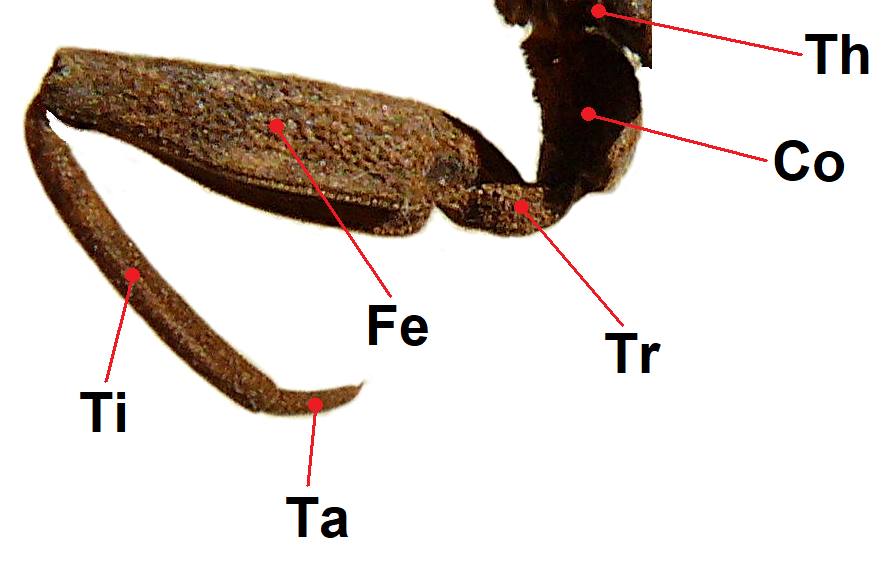
De onderdelen van de voorpoten.

Het borststuk van de waterschorpioen draagt aan de onderzijde drie paar poten waarvan de achterste twee voor insecten normale proporties hebben. Het eerste segment aan de basis van de poot wordt de heup of coxa genoemd, dit is het breedste deel van de poot. Hieraan zit de dij of het femur en de scheen of de tibia, het langste deel van de poot. Aan het uiteinde ten slotte is de tarsus gelegen, die bestaat uit meerdere kleine segmenten. Het voorste potenpaar echter is heel anders gebouwd en is bovendien verplaatst naar onder de kop. De poot ontspruit niet uit de kop zoals het doet voorkomen maar uit het borststuk (Th). De heup (Co) en de trochanter (Tr) , het gewricht tussen heup en dij, is bij deze poten sterk vergroot. De dij (Fe) en de scheen (Ti) zijn de werkelijke grijporganen, de scheen heeft een rand die precies in een groef in de dij past zodat de poten nauw op elkaar aansluiten. De tarsi (Ta) van de voorpoten zijn gefuseerd en dus niet gesegmenteerd, ze lijken op een nagel. Met de tarsi worden prooien vastgespietst. Doordat de voorpoten altijd voor het lichaam uit worden gehouden lijkt het net of het dier slechts vier poten heeft en twee enorme kaken. Toen Carl Linnaeus de waterschorpioen in 1758 voor het eerst beschreef, dacht hij overigens ook dat het een vierpotige schorpioen betrof die in het water leefde, zie ook onder taxonomie. Het voorste potenpaar heeft door de horizontaal in elkaar klappende delen veel weg van de scharen van kreeften, maar lijken anatomisch gezien meer op de voorste poten van bidsprinkhanen. Ook deze insecten hebben een als een schaar gevormde dij en scheen, die middels stekelrijen in elkaar passen. Bij de waterschorpioen ontbreken stekels op de grijppoten.

### Achterlijf
De adembuis aan de achterzijde bestaat uit twee achterlijfsaanhangsels. Deze zijn naast elkaar gelegen en doordat ze hol zijn ontstaat een buis. Beide zijden zijn middels in elkaar stekende haartjes met elkaar verbonden. Het uiteinde van de buis is voorzien van een krans van fijne haartjes die de oppervlaktespanning wegneemt waardoor de adembuis blijft drijven en niet volstroomt met water. Omdat het lichaam door de ingeademde lucht lichter is dan water kan de wants aan het wateroppervlak hangen. Als de haartjes worden beschadigd kan gaat dit vermogen verloren en moet de wants zijn adembuis steeds boven het water uitsteken. Binnen de insectenwereld komt het vaker voor dat twee naast elkaar gelegen aanhangsels samen een buis vormen. Voorbeelden zijn de roltong van vlinders en de lange legboor of ovipositor van sabelsprinkhanen en sluipwespen. De adembuis is langer dan de helft van de totale lichaamslengte en is daarnaast relatief dun en erg stijf; de buis kan niet gekromd worden. Bij het ademen wordt de lucht onder de vleugels naar het borststuk geleid, waar de trachee-openingen of stigmata zich bevinden. Hierdoor wordt de lucht het lichaam ingevoerd, de waterschorpioen heeft ook stigmata in het borststuk maar deze kunnen alleen worden gebruikt als er wordt gevlogen.

## Levenswijze
De waterschorpioen is een inactieve soort die zich vrijwel altijd doodstil tussen de planten ophoudt. De wants is vaak aan de randen van het water aan te treffen, op de bodem of in de onderwatervegetatie. De soort is aan te merken als strikt in het water levend maar is desondanks een slechte zwemmer. De waterschorpioen kan door met de poten te trappelen langzaam naar boven komen maar loopt vaak over de bodem of door planten om naar het wateroppervlak te geraken. Door de grijppoten aan de voorzijde blijven slechts vier looppoten over waardoor het bepaald geen snelle soort is. De waterschorpioen moet dan ook dicht onder het wateroppervlak blijven om te kunnen ademhalen. Vaak wordt hiertoe de vegetatie gebruikt, ook komen waterschorpioenen meestal in ondiep water voor en ze blijven altijd dicht bij de waterkant.
Waterschorpioenen slaan lucht op onder de dekschilden wat niet alleen dient om te ademen maar ook een zintuiglijke functie heeft. De ademopeningen van het vierde tot het zesde achterlijfssegment dragen tastharen die een luchtbel vasthouden. De waterschorpioen gebruikt de luchtbel ter navigatie; de opwaartse druk van de vastgehouden lucht is afhankelijk is van de lichaamspositie. Omdat de wants de drukverschillen kan waarnemen kan bepaald worden of het dier omhoog dan wel omlaag loopt.
De waterschorpioen komt soms 's nachts aan het land en ook als de winter invalt zoeken de dieren het land op op om te overwinteren. Ze verstoppen zich dan in de modder of in holen in de grond tot de weersomstandigheden weer beter worden. Er zijn echter ook waarnemingen bekend van dieren die de winter in het water doorbrengen, de waterschorpioen dan is het gehele jaar door onder water actief. Als het water met ijs is bedekt, ademt de wants door zijn adembuis in luchtbellen onder het ijs te steken. Ook is bekend dat de wants kan overleven in een luchtbel in het ijs.

## Voortplanting en ontwikkeling

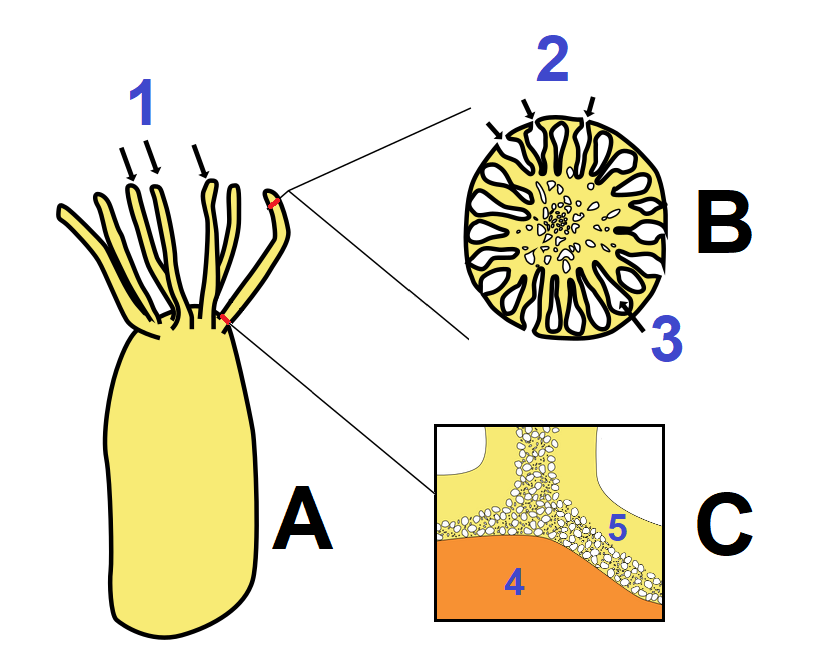
Schematische weergave van het ei van een waterschorpioen.

De waterschorpioen is een solitair insect maar in het voorjaar zoeken de mannetjes en vrouwtjes elkaar op om voor nageslacht te zorgen. Tijdens de paring zit het mannetje altijd schuin op het vrouwtje, hij gebruikt zijn vangpoten om haar vast te houden. Na de paring zet het vrouwtje haar eitjes af in drijvende plantendelen waarbij vaak rottende planten worden uitgekozen. Dit vindt meestal in de maand mei plaats en het vrouwtje zet de eitjes altijd 's nachts af. De eitjes zijn erg klein maar te herkennen aan de zes tot acht draadjes die boven water uitsteken en worden gebruikt om te ademen. De adembuisjes op het ei worden apicale hoorns genoemd doen enigszins denken aan een kroontje. De draadjes bevatten vele porieën en luchtzakjes om zuurstof naar de dooier te voeren. De eieren worden afgezet in de nabijheid van het wateroppervlak, vaak in planten of rottende plantendelen.De eitjes van de verwante waterstaafwants hebben ook dergelijke draadjes maar deze hebben er altijd twee. Na ongeveer drie tot vier weken komen de eitjes in mei tot juni uit en komen de juvenielen tevoorschijn. De waterschorpioen is univoltien, er is slechts een enkele generatie per jaar.
De waterschorpioen kent net als alle wantsen een onvolledige gedaanteverwisseling waarbij de juveniele exemplaren niet wormachtig zijn maar al enigszins op de ouderdieren lijken en in stapjes groter worden. De jonge wantsen worden nimfen genoemd en kennen vijf stadia of instar. Ieder stadium eindigt met een vervelling, waarbij de nimf steeds groter wordt. Juvenielen of nimfen zijn duidelijk kleiner, ze missen de achtervleugels en de voorvleugels die de volwassen exemplaren wel hebben en zijn hierdoor minder goed beschermd. Het gesegmenteerde achterlijf is geëxposeerd en duidelijk zichtbaar. In de eerste stadia is het achterlijf geribbeld, de lichaamsvorm is nog niet zo afgeplat als bij de volwassen exemplaren en de vleugels zijn slechts zichtbaar als kleine stompjes. Nimfen hebben een verhoudingsgewijs kortere en dikkere adembuis en bij heel jonge exemplaren is deze adembuis zo klein dat deze niet te zien is. Heel jonge nimfen hebben ook een afwijkende kleur, van roodbruin tot zandkleurig. Wat de juvenielen voornamelijk onderscheidt is de aanwezigheid van beharing of setae over het gehele lichaam. Omdat ze op de bodem leven, wordt het bodemslib gemakkelijk vastgehouden door deze beharing, waardoor de nimf versmelt met zijn ondergrond en nagenoeg onzichtbaar wordt. Zie voor een afbeelding onder voortplanting.
In de laatste stadia worden de vleugels zichtbaar maar deze zijn pas volgroeid als de nimf voor de laatste keer vervelt en volwassen is. De nimfen vervellen altijd onder water en zijn te zien van mei tot juli, het nimfstadium duurt ongeveer zes tot acht weken. Rond augustus zijn de nimfen volwassen, de imago overwintert en paart in het voorjaar waarmee de cyclus opnieuw begint.

## Voedsel en vijanden

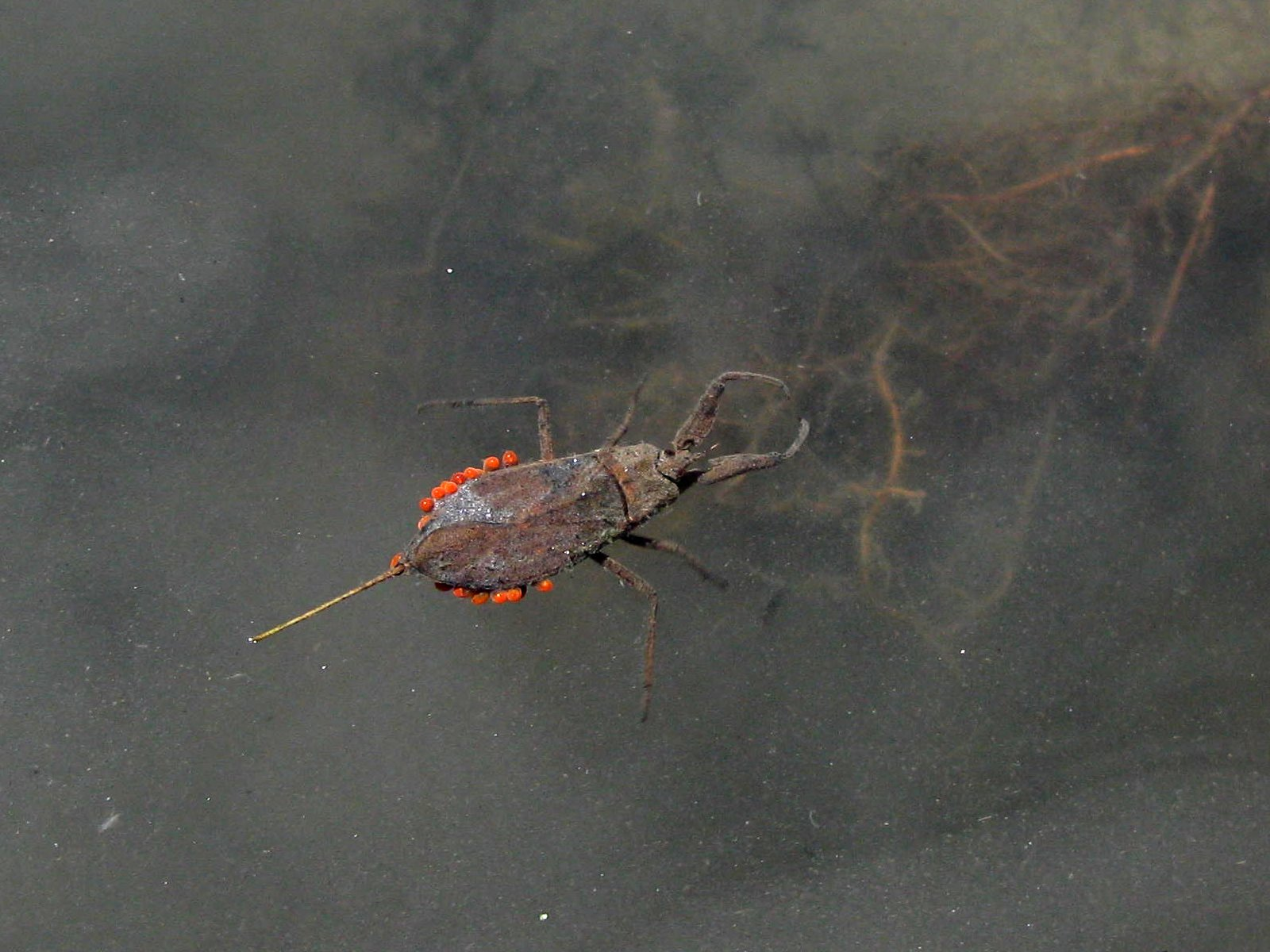
Een waterschorpioen wordt geparasiteerd door mijten uit de familie fluweelmijten (Trombidiidae), exemplaar uit de Severski Donets, Oekraïne.

Zowel de nimf als de volwassen waterschorpioen zijn felle rovers die vanuit een hinderlaag op prooien loeren. De prooi wordt nooit achtervolgd, daar zwemt de wants veel te langzaam voor. Omdat het lichaam en de poten wegvallen tegen de achtergrond en de waterschorpioen stil blijft zitten valt het dier niet op. Als een prooi te dichtbij komt wordt deze razendsnel gegrepen met de vangpoten en wordt onmiddellijk de steeksnuit of rostrum ingebracht. Buitgemaakte prooidieren worden leeggezogen niet geheel opgegeten.
Op het menu staan allerlei dieren die niet te groot zijn, zoals duikerwantsen en andere insecten en hun larven, kleine visjes, larven van amfibieën en andere kleine waterdieren. De waterschorpioen is een belangrijke verdelger van muggenlarven en met name die van steekmuggen. Deze leven meer aan het wateroppervlak van ondiepe wateren, net als de waterschorpioen. Uit laboratoriumonderzoek blijkt dat de wants de larven van soorten als Anopheles stephensi, Anopheles culicifacies en Culex quinquefasciatus eet. Deze steekmuggen zijn berucht omdat ze bij de mens ziektes als malaria en westnijlvirus verspreiden.
Vijanden zijn grote roofvissen en de kleine en kwetsbare nimfen worden door andere waterroofdieren gegeten. De waterschorpioen is een sloom dier, dat slecht kan zwemmen en volledig vertrouwt op de camouflage, er is geen dreiggedrag bekend. Als het insect wordt vastgepakt zal het echter proberen om met de monddelen de huid te penetreren wat kan leiden tot een pijnlijke beet.
De waterschorpioen wordt geparasiteerd door het eencellige eukaryotische organisme Leptomonas jaculum, dat behoort tot de groep van de Excavata. De parasiet kan zowel volwassen als juveniele exemplaren besmetten en manifesteert zich in de ingewanden van de wants. Andere gevonden parasieten zijn verschillende eencellige parasieten uit de groep van Microsporidia en de protist Coleorhynchus heros uit de groep Gregarinasina.

## Verspreiding en habitat
De waterschorpioen komt voor in geheel Europa, behalve in het noorden van Scandinavië waar het te koud is. Ook in noordelijk Groot-Brittannië ontbreekt de wants in noordelijk Schotland. In België en Nederland is de waterschorpioen een algemene soort die voorkomt in verschillende wateren zoals sloten, vennen en andere permanente wateren. De soort is algemener dan andere op het water aangepaste wantsen zoals de staafwants.
De waterschorpioen leeft in rustige, permanente wateren met liefst stilstaand, helder water. Het is een slechte zwemmer die stromend water mijdt. Wel is er enige tolerantie voor brak water, de wants kan voorkomen in wateren met een oligohaline saliniteit (0,5 - 5 % zout) tot een mesohaline saliniteit (5 - 18 %).
De wants leeft in veel bladerige onderwatervegetatie langs de oever en blijft dicht bij het wateroppervlak. De waterschorpioen kan ook leven in tuinvijvers en kan dan goed bestudeerd worden. Het is hier echter niet zelden een ongewenste soort omdat kleine vissen en de larven van andere dieren zoals amfibieën worden opgegeten.

## Afbeeldingen
|  |  |  |  |